# 12883 Gassler
12883 Gassler è un asteroide della fascia principale. Scoperto nel 1998, presenta un'orbita caratterizzata da un semiasse maggiore pari a 2,2750774 au e da un'eccentricità di 0,0926784, inclinata di 3,05938° rispetto all'eclittica.